# Сали (Хорватія)
Сали (хорв. Sali) — населений пункт і громада в Задарській жупанії Хорватії.

## Населення
Населення громади за даними перепису 2011 року становило 1 698 осіб. Населення самого поселення становило 740 осіб.
Динаміка чисельності населення громади:
Динаміка чисельності населення центру громади:

## Населені пункти
Крім поселення Сали, до громади також входять: 
- Божава
- Брбинь
- Драгове
- Лука
- Савар
- Солине
- Велий Рат
- Верунич
- Заглав
- Зверинаць
- Жман

## Клімат
Середня річна температура становить 15,60 °C, середня максимальна – 26,60 °C, а середня мінімальна – 4,73 °C. Середня річна кількість опадів – 789 мм.
| Клімат поселення                              | Клімат поселення | Клімат поселення | Клімат поселення | Клімат поселення | Клімат поселення | Клімат поселення | Клімат поселення | Клімат поселення | Клімат поселення | Клімат поселення | Клімат поселення | Клімат поселення | Клімат поселення |
| Показник                                      | Січ.             | Лют.             | Бер.             | Квіт.            | Трав.            | Черв.            | Лип.             | Серп.            | Вер.             | Жовт.            | Лист.            | Груд.            |                  |
| Середній максимум, °C                         | 12,11            | 12,01            | 13,27            | 16,44            | 21,30            | 25,50            | 26,60            | 26,31            | 22,06            | 19,04            | 15,11            | 11,86            |                  |
| Середня температура, °C                       | 8,47             | 8,39             | 9,61             | 12,79            | 17,67            | 21,83            | 24,51            | 24,21            | 19,99            | 16,96            | 13,01            | 9,74             |                  |
| Середній мінімум, °C                          | 4,81             | 4,73             | 5,99             | 9,14             | 14,01            | 18,21            | 22,43            | 22,14            | 17,90            | 14,87            | 10,94            | 7,66             |                  |
| Норма опадів, мм                              | 68               | 57               | 60               | 65               | 56               | 49               | 26               | 45               | 89               | 95               | 94               | 85               |                  |
| Середньомісячна швидкість вітру, м/с          | 3.01             | 3.13             | 3.29             | 3.10             | 2.70             | 2.50             | 2.50             | 2.40             | 2.63             | 2.80             | 3.43             | 3.27             |                  |
| Середньомісячна сонячна радіація, кДж/м²·день | 5095             | 7864             | 11636            | 16509            | 20908            | 23229            | 24898            | 21539            | 15781            | 10127            | 5571             | 4343             |                  |
| --------------------------------------------- | ---------------- | ---------------- | ---------------- | ---------------- | ---------------- | ---------------- | ---------------- | ---------------- | ---------------- | ---------------- | ---------------- | ---------------- | ---------------- |
| Джерело:                                      |                  |                  |                  |                  |                  |                  |                  |                  |                  |                  |                  |                  |                  |